# Rooms-Katholieke Kerk in de Filipijnen
De Rooms-Katholieke Kerk in de Filipijnen is het grootste kerkgenootschap van de Filipijnen. De Kerk is onderdeel van de wereldwijde Rooms-Katholieke Kerk, onder het geestelijk leiderschap van de paus en de curie in Rome. De Filipijnen zijn opgedeeld in zestien kerkprovincies, waarvan Manilla de oudste is. Naar schatting is 80% van de Filipijnse bevolking katholiek. Daarmee is het land het op twee na grootste katholieke land ter wereld.

## Geschiedenis
De geschiedenis van de Rooms-Katholieke Kerk in de Filipijnen gaat terug tot de aankomst van de eerste Spaanse expeditie in het land onder leiding van de Ferdinand Magellaan in 1521. Een van de doelen van deze eerste missie was de lokale inwoners te bekeren tot katholieken. Bij een gevecht met het lokale stamhoofd Lapu-Lapu, die weigerde zich aan de Spanjaarden te onderwerpen kwam Magellaan echter om het leven. Uiteindelijk zou slechts een schip van deze expeditie terugkeren in Spanje. Nadien stuurden de Spanjaarden diverse expedities naar de archipel. Het duurde echter nog tot 1565 voor de expeditie onder leiding van Miguel López de Legazpi erin slaagde om een deel van de eilanden te koloniseren. Men begon in het centrale deel van de Filipijnen, waar zich tegenwoordig dan ook enkele van de oudste rooms-katholieke kerkgebouwen van het land bevinden. In 1571 werd ook Maynila, het huidige Manilla door Lopez de Legazpi veroverd en verplaatsten de Spanjaarden de hoofdstad van de kolonie daarna toe. In Manilla waren lokale heersers enkele tientallen jaren daarvoor bekeerd tot de islam en vanaf dat moment viel de regio onder het bewind van het Sultanaat van Brunei. De komst van de Spanjaarden betekende echter het eind van de islam in Manilla en omstreken.
De Filippijnse bisschoppenconferentie voert over het algemeen een politiek van neutraliteit wat betreft de politiek. Toch steunde de kerk in 1986 met succes het protest tegen de herverkiezing van Ferdinand Marcos. En in 2022 gaven de bisschoppen een stemadvies tegen presidentskandidaat Ferdinand Marcos Jr., die desondanks verkozen werd.

## Bestuurlijke organisatie
De Filipijnen kennen 16 aartsbisdommen, 62 suffragane bisdommen en 7 apostolische vicariaten. Het aartsbisdom van Manilla is het oudste en de-facto het belangrijkste van de zestien aartsbisdommen.
Apostolisch nuntius voor de Filipijnen is sinds 28 september 2020 aartsbisschop Charles John Brown.
De aartsbisdommen in de Filipijnen zijn:
| Aartsbisdom                  | Kerkprovincie      | Ontstaan         | Prelaat                    |
| ---------------------------- | ------------------ | ---------------- | -------------------------- |
| Aartsbisdom Caceres          | Caceres            | 29 juni 1951     | Rolando Joven Tria Tirona  |
| Aartsbisdom Cagayan de Oro   | Cagayan de Oro     | 20 januari 1933  | Antonio Javellana Ledesma  |
| Aartsbisdom Capiz            | Capiz              | 27 januari 1951  | Jose Advincula             |
| Aartsbisdom Cebu             | Cebu               | 14 augustus 1595 | Jose Palma                 |
| Aartsbisdom Cotabato         | Cotabato           | 11 augustus 1950 | Orlando Beltran Quevedo    |
| Aartsbisdom Davao            | Davao              | 17 december 1949 | Romulo Valles              |
| Aartsbisdom Jaro             | Jaro               | 27 mei 1865      | Angel N. Lagdameo          |
| Aartsbisdom Lingayen–Dagupan | Lingayen – Dagupan | 19 mei 1928      | Socrates Villegas          |
| Aartsbisdom Lipa             | Lipa               | 10 april 1910    | Ramon Cabrera Argüelles    |
| Aartsbisdom Manilla          | Manilla            | 6 februari 1579  | vacant                     |
| Aartsbisdom Nueva Segovia    | Nueva Segovia      | 14 augustus 1595 | Marlo Peralta              |
| Aartsbisdom Ozamis           | Ozamis             | 27 januari 1951  | Jesus Armamento Dosado     |
| Aartsbisdom Palo             | Palo               | 28 november 1937 | John Du                    |
| Aartsbisdom San Fernando     | San Fernando       | 11 december 1948 | Florentino Galang Lavarias |
| Aartsbisdom Tuguegarao       | Tuguegarao         | 10 april 1910    | Sergio Lasam Utleg         |
| Aartsbisdom Zamboanga        | Zamboanga          | 10 april 1910    | Romulo de la Cruz          |

Zie voor een volledig overzicht de lijst van rooms-katholieke bisdommen in de Filipijnen.